# Epamera belli
Epamera belli är en fjärilsart som beskrevs av Aurivillius 1898. Epamera belli ingår i släktet Epamera och familjen juvelvingar. Inga underarter finns listade i Catalogue of Life.